# Dị thường hấp dẫn

Những dị thường trong 4 chiều không thời gian thông thường phát sinh từ triangle Feynman diagram.

Trong vật lý lý thuyết, dị thường hấp dẫn là một ví dụ về dị thường gauge: đây là một hiệu ứng trong cơ học lượng tử—thường là one-loop diagram—làm mất hiệu lực (invalidate) general covariance của một thuyết của thuyết tương đối rộng kết hợp với một số lĩnh vực khác.